# Edgar Dega
Edgar Dega, rođen kao Iler Žermen Edgar de Ga(fr. Hilaire-Germain-Edgar de Gas; * 19. jul 1834. Pariz -† 27. septembar 1917. Pariz) je bio francuski slikar, grafičar i vajar. On se posebno identifikuje sa temom plesa; više od polovine njegovih dela prikazuje plesače. Smatra se jednim od istaknutih predstavnika francuskog impresionizma, iako sam sebe nikada nije uvrštavao u impresionistički pokret. Zaokupljen urbanim prizorima, balerinama, prizorima sa trka konja, Dega ne raskida nikada u potpunosti sa majstorima realizma, kao što su Engr i Delakroa, stvara većinu svojih dela u ateljeu, ali i pored toga većina istoričara umetnosti se slaže da je njegovo mesto u okviru impresionizma. On je bio izuzetan crtač, sa osobenim majstorstvom u prikazivanju pokreta, kao što se može videti u njegovim izvedbama plesača, subjekata sa konjskih trkališta i nagih žena. Njegovi portreti su zapaženi po njihovoj psihološkoj kompleksnosti i po njihovom prikazu ljudske izolacije.
Na početku svoje karijere, Dega je želio da bude istorijski slikar, poziv za koji je bio dobro pripremljen njegovim rigoroznom akademskom obukom i detaljnim studijama klasične umetnosti. U svojim ranim tridesetim godinama, on je promenio pravac, i primenjujući tradicionalne metode istorijskog slikara na savremene teme, postao je klasični slikar modernog života.

## Život i delo
Dega je rođen u Parizu u Francuskoj, u umereno bogatoj porodici. On je bio najstarije od petoro dece. Dega je bio sin bankara italijanskog porekla i Kreolke iz Nju Orleansa (SAD), koja je umrla kada je Edgar imao 13 godina. Njegov deda s majčine strane Germajn Mason, je bio rođen u Port o Prens. Ovaj Haićanin francuskog porekla se naselio u Nju Orleansu 1810. godine Dega (on je adaptirao manje grandiozno spelovanje svog prezimena kad je odrastao) je započeo svoje školovanje u svojoj jedanaestoj godini. Kako je njegova majka preminula par godina kasnije, njegov otac i deda su postali njegovi glavni uticaji tokom ostatka njegove mladosti.
Godine 1853. počeo je studije prava, ali se 1855. godine prijavio na Akademiju lepih umetnosti. Zatim Dega putuje u Rim. 1866. godine se vraća iz Rima u Pariz obogaćen iskustvima koje je sakupio. U početku je slikao istorijske teme i portrete po ugledu na Engrea, a za razliku od Engra - samo portrete svojih prijatelja, samo u ulju a 70- tih godina je zavoleo i počeo da slika u pastelu i temperi. Pod uticajem italijanskog slikarstva, zabavljen uglavnom koloritom i koloritnom stranom pojave slikao je pored portreta i aktova pojave iz svakodnevnog života i uglavnom scene iz pozorišta - balerine i konjičkih trka. Zahvatao je u svojim slikama sa izraženom skraćenicom i lepršavim pokretom trenutna raspoloženja a njegovo duboko osećanje karaktera ljudi daje težinu čak i naizgled slučajnim prizorima. I kada je prišao impresionizmu on nije napustio svoju sklonost ka crtanju i crtežu i njegova najlepša dela su nastala u tehnici pastela.
Godine 1865. izlaže u Salonu (službena izložba na Akademiji lepih umetnosti u Parizu) i njegovi su radovi bili oberučke prihvaćeni u svetu konvencionalne umetnosti. Poznat je po slikama balerina iz pozorišnoga života i konja iz konjskih trka i pre se zanimao za motive iz života negoli za mitološke teme. 1870. Izbio je Francusko-pruski rat u kome je učestvovao.1873. posećuje severnu Ameriku. 1886. godine učestvuje poslednji put na izložbi sa impresionistima. Od 1886. nalazi nove motive i aktivno slika. Dega je kroz rat otkrio svoje probleme sa vidom i očima što ga je jako zabrinjavalo i kako se nikada nije ženio poslednje godine je proveo skoro slep lutajući ulicama Pariza dok nije tu i umro 1917. godine.
Pred kraj života postavši skoro slep počeo je da izrađuje male figure svojih omiljenih motiva balerina i konja u vosku i glini. Jedna od njih "Balerina" nalazi su u Metropoliten muzeju u Njujorku.

## Izbor dela
- Rimska prosjakinja 1857.
- Baletska sala opere u Rue Palentier 1872.
- Čas baleta 1873.
- Trkaći konji u Lonšanu 1872 — 1875.
- Klasa igračica 1874.
- Apsint 1876 — Luvr, Pariz
- Peglerke oko 1884 — Luvr, Pariz
- Plava igračica 1890.
- Kupanje oko 1890 — Umetnički institut Čikago
- Igračice (pastel) 1899 — Umetnički muzej Toledo, Ohajo

## Galerija
- E. Dega. Trkačka grla ispred tribina 1869—1872 - Лувр
- E. Dega. Igračice Muzej Puškina, Moskva
- E. Dega. Porodica Belleli. 1860—1862 - Luvr
- E. Dega. Kontrola u Nju Orleansu 1873.
- E. Dega Apsint 1876 - Luvr
- Е. Dega. Pred startom
- Е. Dega. Balet - Pogled iz lože
- Е. Dega. Škola baletana
- Е. Dega. Mis lala u cirkusu Fernando
- Е. Dega. Praqe u belom
- Е. Dega. Kod modistkinje
- Е. Dega. Peglerke 1884 -Luvr
- Е. Dega. Žena na prozoru

## Literatura
- Brown, Marilyn R (1994). Degas and the Business of Art. Penn State Press. стр. 14. ISBN 0271044314. Приступљено 29. 9. 2014.
- Istorija umetnosti H.W. Janson - Beograd 1982.
- PSN, ČSAV- Praha 1962.
- Svet umenia, IKAR, Bratislava 2002.
- Spozname umenie R. Dickensova a M. Griffildova, B. Bystrica 2004.
- Dejiny umenia, Mladé letá Bratislava 2001.
- Svetové dejiny umenia, B.F. Groslier, Larusse, Praha 1996.
- Dejiny umenia, Michael V, Altpatov, Martin 1976.
- Umění, Hendrik Willem van Lon, Praha 1939.
- Tvorivosť, tvar a farba M.C. Prette a A. Capaldo, Martin 1976.
- Impresionizmus, Maurice Seillaz, Bratislava, 1956.
- Istorija slikarstva 11 francuskih autora - Beograd 1973.
- Armstrong, Carol (1991). Odd Man Out: Readings of the Work and Reputation of Edgar Degas. Chicago and London: University of Chicago Press. ISBN 978-0-226-02695-4.
- Auden, W.H.; Kronenberger, Louis (1966). The Viking Book of Aphorisms. New York: Viking Press.
- Bade, Patrick; Degas, Edgar (1992). Degas. London: Studio Editions. ISBN 978-1-85170-845-1.
- Baumann, Felix Andreas; Boggs, Jean Sutherland; Degas, Edgar; and Karabelnik, Marianne (1994). Degas Portraits. London: Merrell Holberton. ISBN 978-1-85894-014-4.
- Benedek, Nelly S. (2004). „Chronology of the Artist's Life”. Metropolitan Museum of Art. Архивирано из оригинала 2. 5. 2006. г. Приступљено 6. 5. 2006.
- Benedek, Nelly S. (2004). „Degas's Artistic Style”. Metropolitan Museum of Art. Архивирано из оригинала 12. 11. 2006. г. Приступљено 6. 5. 2006.
- Bowness, Alan. ed. (1965) "Edgar Degas." The Book of Art Volume 7. New York: Grolier Incorporated :41.
- Brettell, Richard R.; McCullagh, Suzanne Folds (1984). Degas in The Art Institute of Chicago. New York: The Art Institute of Chicago and Harry N. Abrams, Inc. ISBN 978-0-86559-058-8.. :
- Brown, Marilyn (1994). Degas and the Business of Art: a Cotton Office in New Orleans. Pennsylvania State University Press. ISBN 978-0-271-00944-5.
- Canaday, John (1969). The Lives of the Painters Volume 3. New York: W. W. Norton and Company Inc..
- Clay, Jean (1973). Impressionism. Secaucus, N. J.: Chartwell. ISBN 978-0-399-11039-9.
- Dorra, Henri. (1972). Art in Perspective. New York: Harcourt Brace Jovanovich, Inc. ISBN 978-0-15-503475-4.. 208
- Dumas, Ann Degas's Mlle. Fiocre in Context. Dumas, Ann (1988). Degas's Mlle. Fiocre in Context: A Study of Portrait de Mlle. E.F... À Propos du Ballet "La Source". Brooklyn: The Brooklyn Museum. ISBN 978-0-87273-116-5.
- Dunlop, Ian (1979). Degas. New York, N. Y.: Harper & Row. OCLC 5583005.
- "Edgar Degas, 1834–1917." The Book of Art Volume III (1976). New York: Grolier Incorporated:4.
- Gordon, Robert; Degas, Edgar; Forge, Andrew (1988). Degas. New York: Harry N. Abrams. ISBN 978-0-8109-1142-0.
- Growe, Bernd; Degas, Edgar (1992). Edgar Degas, 1834-1917. Cologne: Benedikt Taschen. ISBN 978-3-8228-0560-2.
- Guillaud, Jaqueline; Guillaud, Maurice (editors) Degas: Form and Space. Degas, Edgar (1985). Degas: Form and Space. New York: Rizzoli. ISBN 978-0-8478-5407-3.
- Hartt, Frederick (1976). "Degas" Art Volume 2. Englewood Cliffs, NJ: Prentice-Hall Inc.: 365.
- "Impressionism." Praeger Encyclopedia of Art Volume 3 (1967). New York: Praeger Publishers: 952.
- „J. Paul Getty Trust "Walter Richard Sickert." 2003. 11 May 2004”. Архивирано из оригинала 07. 01. 2006. г..
- Kendall, Richard; Degas, Edgar; Druick, Douglas W.; Beale, Arthur (1998). Degas and The Little Dancer. New Haven: Yale University Press. ISBN 978-0-300-07497-0.
- Krämer, Felix (мај 2007). „'Mon tableau de genre': Degas's 'Le Viol' and Gavarni's 'Lorette'”. The Burlington Magazine. 149 (1250): 323—325. JSTOR 20074827.
- Mannering, Douglas (1994). The Life and Works of Degas. Great Britain: Parragon Book Service Limited.
- Muehlig, Linda D (1979). Degas and the Dance, 5–27 April May 1979. Northampton, Mass: Smith College Museum of Art..
- Peugeot, Catherine, Sellier, Marie (2001). A Trip to the Orsay Museum. Paris: ADAGP. стр. 39..
- Reff, Theodore Degas: the artist's mind. [New York]: Metropolitan Museum of Art. Reff, Theodore (1976). B1145113 1. Metropolitan Museum of Art. ISBN 978-0-87099-146-2.
- Roskill, Mark W. (1983). "Edgar Degas." Collier's Encyclopedia.
- Thomson, Richard (1988). Degas: The Nudes. London: Thames and Hudson Ltd. ISBN 978-0-500-23509-6.
- Tinterow, Gary (1988). Degas. New York: The Metropolitan Museum of Art and National Gallery of Canada.
- Turner, J. (2000). The Grove Dictionary of Art: From Monet to Cézanne : Late 19th-century French artists. New York: St Martin's Press. ISBN 978-0-312-22971-9.
- Werner, Alfred. (1969). Degas Pastels. New York: Watson-Guptill. ISBN 978-0-8230-1276-3. Непознати параметар |DUPLICATE_year= игнорисан (помоћ).
- „Coverage of the Degas debate By Martin Bailey. News, (236):[[Категорија:Cite journal]]”. The Art Newspaper. Архивирано из оригинала 19. 08. 2012. г. Приступљено 14. 01. 2019. Сукоб URL—викивеза (помоћ)
- Capriati, Elio (2009). I Segreti di Degas. Milano: Mjm Editore. ISBN 978-88-95682-68-6.
- Dumas, Ann, et al. (1997). New York: Distributed by H.N. Abrams.
- Valery, Paul (1989). Degas, Manet, Morisot. Princeton University Press.

## Spoljašnje veze
- „Edgar Degas - Life and Art”. Архивирано из оригинала 24. 08. 2007. г.
- Degas at the WebMuseum
- „PBS on Degas”. PBS. Архивирано из оригинала 10. 10. 2008. г. Приступљено 02. 04. 2007.
- „Degas, Sickert & Toulouse Lautrec at Tate”. Архивирано из оригинала 12. 09. 2008. г. Приступљено 02. 04. 2007.
- „Edgar Degas at Hill-Stead Museum”. Архивирано из оригинала 24. 08. 2007. г.
- Историјска библиотека: Дега, Чаша апсинта
- Zašto je jedan od najslavnijih slikara bio toliko opčinjen balerinama? (B92, 15. jul 2017)
- -author= -